# Lady Gaga: Queen of Pop
Lady Gaga: Queen of Pop là sách về tiểu sử của nghệ sĩ thu âm người Mỹ Lady Gaga của tác giả Emily Herbert (bút danh của Virginia Blackburn) và được nhà xuất bản John Blake Publishing Ltd. phát hành tại Liên hiệp Anh. Sách do Overlook Press xuất bản tại Mỹ tại Hoa Kỳ với tựa đề Lady Gaga: Behind the Fame.